# 君士坦丁堡之围 (674年—678年)
674年－678年君士坦丁堡之围，或称阿拉伯人第一次围攻君士坦丁堡，是倭马亚王朝对拜占庭帝国首都君士坦丁堡发起的一次大规模围攻。这次战役是阿拉伯-拜占庭战争中的一次重大战役，是倭马亚王朝攻击拜占庭帝国的第一次高潮。穆阿维叶于661年在穆斯林内战中获胜，成为哈里发并建立倭马亚王朝，十几年后，阿拉伯人发起了对拜占庭帝国的新一轮入侵，希望通过占领君士坦丁堡来彻底毁灭拜占庭帝国。
据拜占庭编年史家忏悔者狄奥菲内斯的记载，阿拉伯人的这次进攻是准备充足，有条不紊的。672-673年，阿拉伯舰队在小亚细亚海岸建立了基地，松散地封锁了君士坦丁堡，占据君士坦丁堡附近的基齐库斯半岛并把这里当作过冬基地；之后几年中，开春后对君士坦丁堡发起进攻，冬季再返回基地。最终，君士坦丁四世统治下的拜占庭帝国利用新发明希腊火摧毁了阿拉伯舰队，在陆上，拜占庭军也击败了阿拉伯军队，使得阿拉伯人解围而去。这次胜利对拜占庭帝国十分重要，在一段时期内保证了国家的安全，不久之后，两国签订合约，随后的第二次穆斯林内战期间，倭马亚王朝甚至被迫向拜占庭帝国纳贡。
这场战役的一些传说在穆斯林世界中保留下来，但常把这场战争与之前几年耶齐德对君士坦丁堡发起的袭击相混淆。另外，在中国唐代史书中，留下了一段可能与这次战役有关的记载。2010年后，牛津大学学者詹姆斯·霍华德-约翰斯顿及马莱克·杨科韦克对拜占庭记载产生了怀疑，他们主要依据阿拉伯及叙利亚语记载进行分析，对这次围攻发生的时间和过程得出了不同的结论。

## 背景

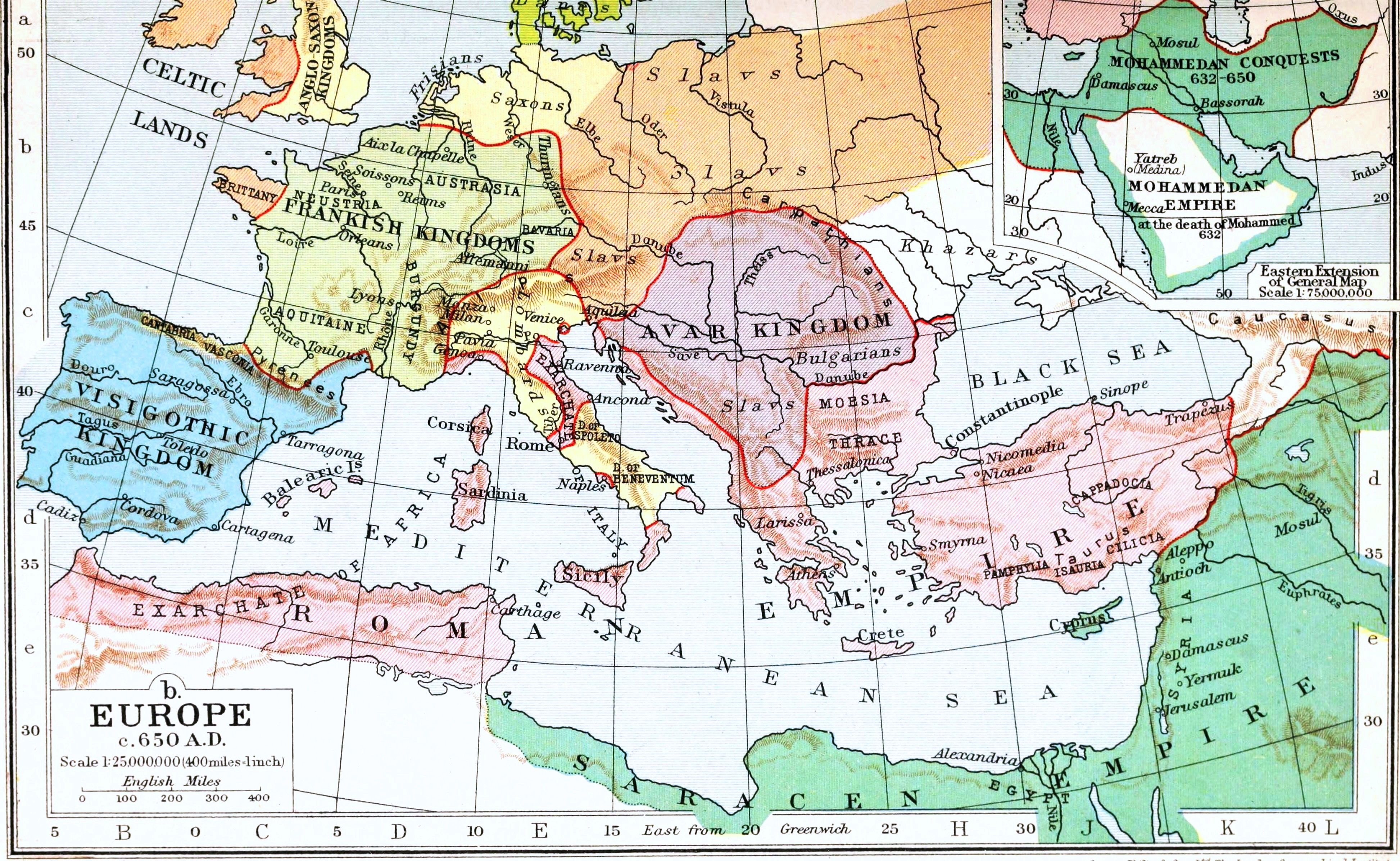
650年左右的欧洲形势

636年的雅尔穆克战役中拜占庭军队惨败，叙利亚基本完全丧失，拜占庭帝国的军队撤退到小亚细亚，依托托罗斯山脉组织防御。正统哈里发国的军队随后占领了整个黎凡特，不久后又征服了埃及。640年后，穆斯林军队在黎凡特省长穆阿维叶的领导下，开始对奇里乞亚和小亚细亚的边境地区发动突袭。穆阿维叶还建立了一支海军，这支舰队迅速发展壮大，占领了塞浦路斯，并袭击了爱琴海中的罗得岛、克里特岛和科斯岛；655年的船桅之战中，穆斯林海军大破拜占庭海军。哈里发奥斯曼于656年被刺杀后，穆阿维叶开始与新哈里发阿里对抗，暂停了对拜占庭帝国的进攻，在659年的停战协议中，穆阿维叶甚至同意向拜占庭帝国进贡。
661年，穆斯林内战结束，穆阿维叶获得了胜利，建立倭马亚王朝，与拜占庭帝国的短暂和平结束。次年，穆斯林军队恢复了翻越托罗斯山脉的突袭行动，他们甚至开始在拜占庭领土上过冬，加剧了对拜占庭经济的破坏，有时阿拉伯舰队也会与陆军协同，对小亚细亚南海岸发起袭击。668年，阿拉伯人为意欲叛乱夺位的亚美尼亚军区将军萨博里奥斯提供支援，这位将军在亚美尼亚·赫克萨波利斯地区的梅利提尼城（今马拉蒂亚）附近度过冬季，等待阿拉伯军队的到来。但最终法德赫拉·本·乌拜德率领的军队没有及时到达，萨博里奥斯在与拜占庭军的战斗中坠马而亡。
669年春天，得到增援的法赫德拉率军继续进攻，兵锋直指与君士坦丁堡隔岸相望的迦克墩。但这支部队被击败，并遭遇了饥荒和瘟疫，大量减员。穆阿维叶随后又派儿子耶齐德（后来的哈里发）去帮助法赫德拉，关于接下来发生的事，双方各有不同的记载。拜占庭方面，忏悔者狄奥菲内斯在他的《编年史》中记载，阿拉伯军队在迦克墩呆了一段时间后撤回叙利亚，途中，他们攻占了阿莫里乌姆；这是阿拉伯军队第一次试图在小亚细亚内陆建立一个永久性的基地，之后的冬季中，此城被拜占庭军夺回；阿拉伯方面的记载则认为阿拉伯军队进入了欧洲，并对君士坦丁堡发起了不成功的攻击，随后撤回叙利亚。鉴于拜占庭资料中没有提及这次袭击，这可能是不符事实的，迦克墩距君士坦丁堡很近，阿拉伯编年史家可能是出于为耶齐德歌功颂德的需要，把对迦克墩的攻击“升级”成了对君士坦丁堡的攻击。

## 前奏：672年和673年的进攻
669年的战斗向阿拉伯人展示了进攻君士坦丁堡的可行性，也使他们明白了要达成这一目标，必须在拜占庭领土上建立补给基地。670或671年，法赫德拉率一支突袭舰队在马尔马拉海南岸的基齐库斯半岛过冬，阿拉伯人决定把此地建设成进攻君士坦丁堡的基地。随后，穆阿维叶开始认真准备这次战役，相比669年的陆上进攻，他更倾向于让军队登船，沿海岸线驶向拜占庭首都。为此，穆阿维叶制定了一个谨慎的，分阶段实行的计划：首先穆斯林军要在叙利亚与君士坦丁堡之间确立几个沿海据点，然后以基齐库斯为主要据地，展开对拜占庭首都的海上和陆上的封锁，切断其与内陆产粮区的联系。

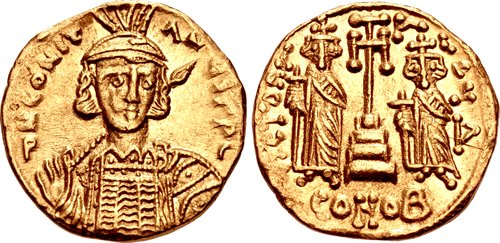
有君士坦丁四世头像的金币

672年，穆阿维叶派遣三支大型穆斯林舰队前去确保海上航线的制海权，并在叙利亚和爱琴海间建立基地。第一支舰队由穆罕默德·本·阿卜杜拉率领，在士麦那过冬；某位出自盖斯氏族的将领（可能是阿卜杜拉·本·盖斯）率领第二支舰队在吕基亚和奇里乞亚过冬，随后哈立德率领的第三舰队与第二舰队会合。忏悔者狄奥菲内斯记载，拜占庭皇帝君士坦丁四世闻讯后也开始强化自己的海军，拜占庭帝国此时新掌握了使用希腊火的技术，皇帝建造的海军中就包括装备虹吸管，可发射希腊火的的舰船。673年，朱奈德·伊本·阿布·倭马亚率领另一支阿拉伯舰队占领了塔尔苏斯和罗得岛，后者被改造为一个供应基地，阿拉伯人在岛上驻军1.2万人，并配有一支舰队，甚至把种子和牲畜带到岛上进行生产。拜占庭军试图对埃及发起海上袭击以阻挠阿拉伯人，没有什么成果。在准备海上进攻的同时，阿拉伯人对小亚细亚的陆上袭击仍在继续，入侵者在拜占庭领土上过冬。

## 674年–678年的进攻

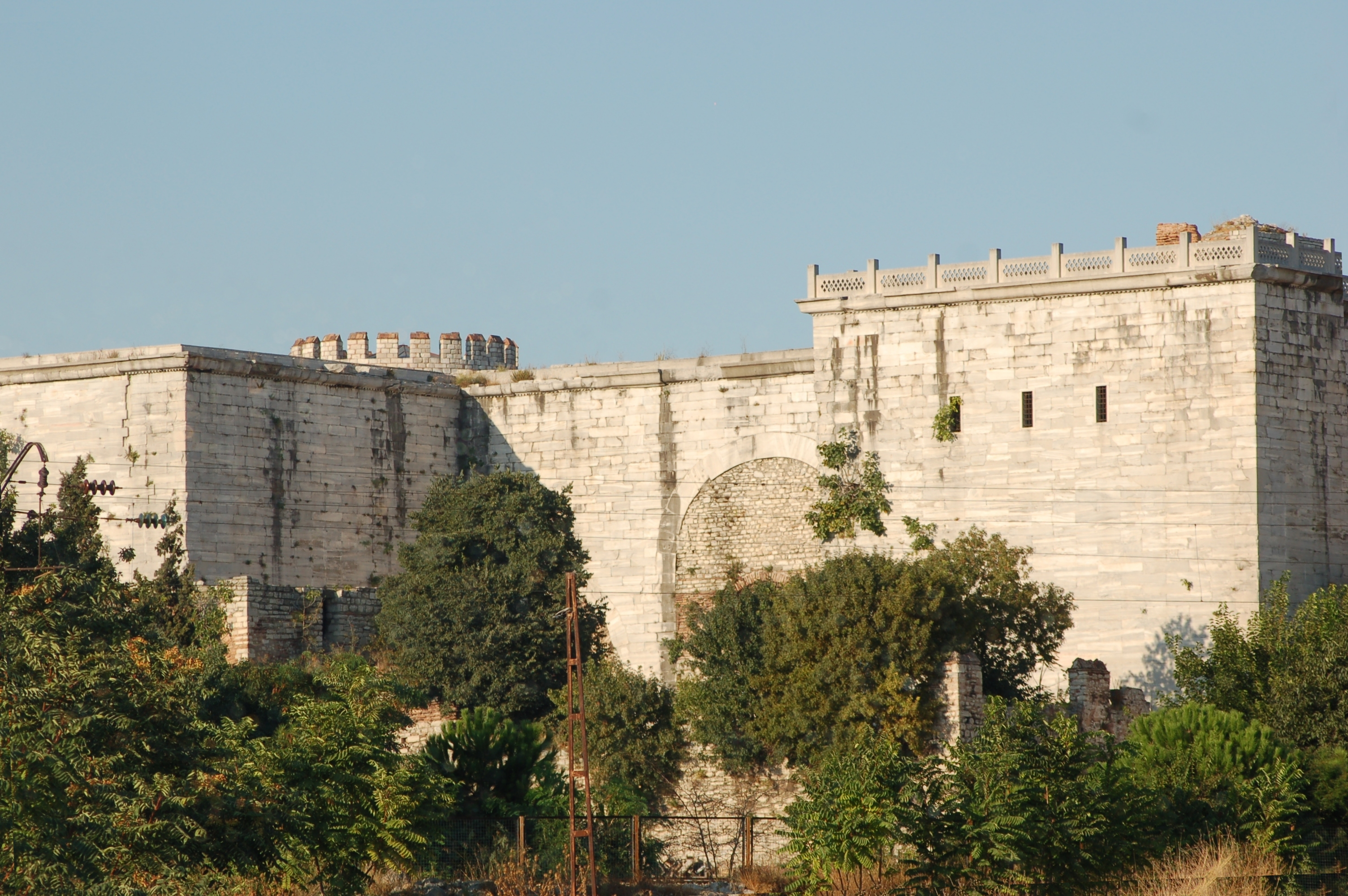
君士坦丁堡狄奥多西城墙中的黄金城门

674年。阿拉伯舰队从爱琴海中的基地出发，进入马尔马拉海，据忏悔者狄奥菲内斯的记载，他们于4月份在海波都蒙（今巴基尔科依）附近的色雷斯海岸登陆。之后直到9月，阿拉伯军与拜占庭军进行了长时间的战斗，拜占庭的编年史记载“在金门和库克罗比欧要塞（今宰廷布爾努）之间，激烈的战斗每天都在进行”。9月后，阿拉伯军撤回补给基地基齐库斯过冬，之后几年的围城战都已这样的形式进行：春天阿拉伯军进入马尔马拉海，在君士坦丁堡附近登陆，冬季来临时则回到基齐库斯。这场围攻战实际是一系列围攻战役的统称，669年耶齐德的攻击也可算进这场战役中。双方的编年史中记载战役持续了7年，而不是5年，这可能是把672-673年的前置进攻算了进来，也可能是把680年阿拉伯人最终从攻城基地中撤出当成了战役结束的标志。

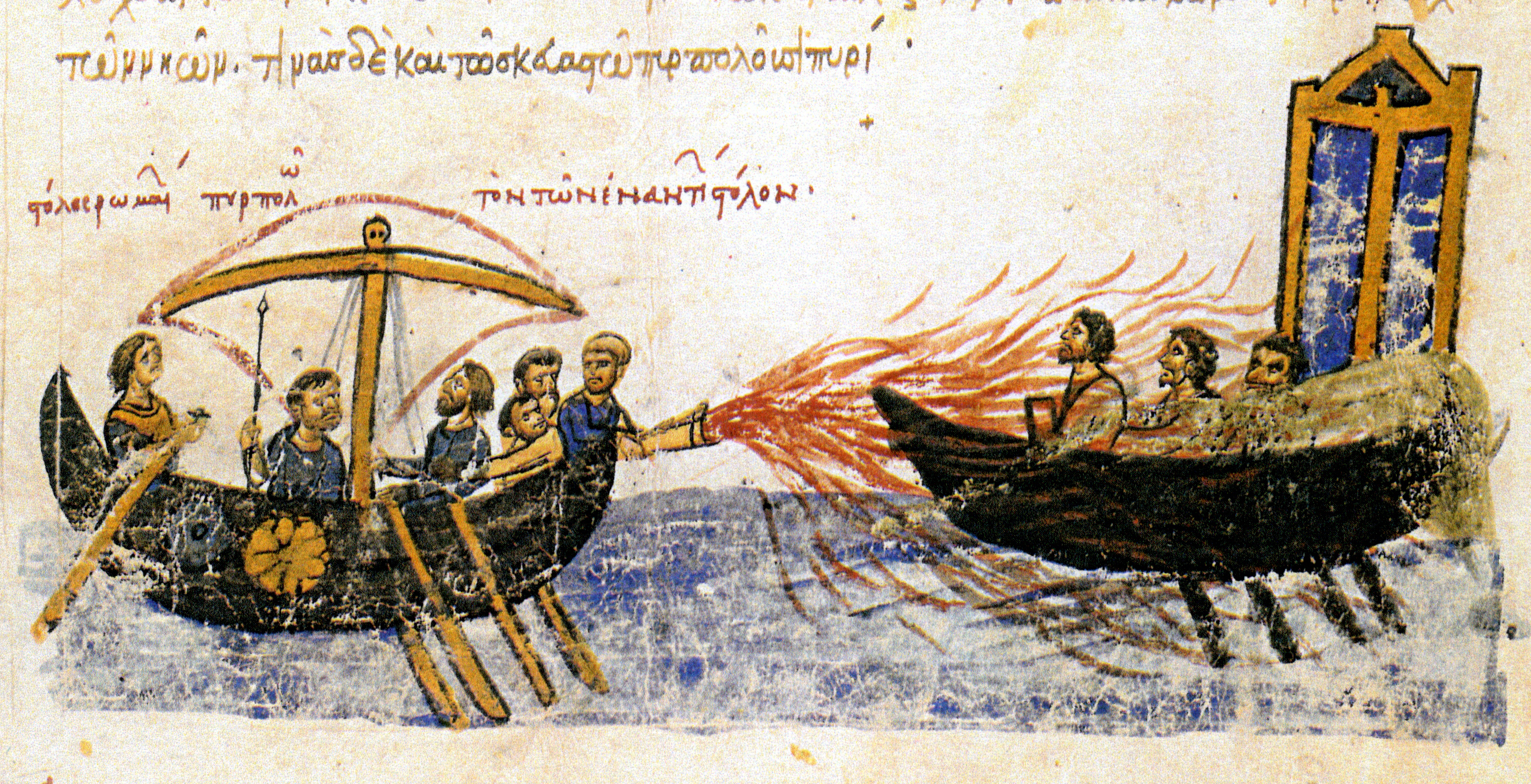
《马德里的斯基里泽斯历史抄本》中描绘希腊火的插图，希腊火在这次战役中第一次被使用

关于君士坦丁堡周边的战斗的细节，双方都没有详细的记载，狄奥菲内斯把整个围城过程概括在第一年的记载中，阿拉伯记载则只指出了将领的姓名，完全没有提到围攻细节。据阿拉伯记载，围攻之外，阿卜杜拉·本·盖斯与法赫德拉在675年攻击了克里特岛并在岛上过冬，同年马利克·本·阿卜杜拉对小亚细亚发动突袭。阿拉伯历史学家塔巴里和雅库比记载，676年穆阿维叶派耶齐德增援攻城部队，677年，阿卜杜拉·本·盖斯领导了一场目标不明的战役。
由于拜占庭帝国集中人力物力保卫首都，帝国的其他部分遭到进攻：在意大利，伦巴底人攻占了包括塔兰托和布林迪西在内的卡拉布里亚的大部分；在巴尔干半岛，斯拉夫人袭击了帖撒罗尼迦，在爱琴海内发动海上袭击，甚至进入了马尔马拉海。
677年或678年初，君士坦丁四世决心正面迎战阿拉伯军队，装备有希腊火的拜占庭海军击溃了阿拉伯海军，阿拉伯编年史记载大将耶齐德·本·舍杰雷（Yazid ibn Shagara）在677年或678年去世，他可能就是死于这次战役。几乎与此同时，穆斯林军队在陆上也遭遇了失败，苏富扬·本·奥夫率领的陆军被拜占庭将领佛罗洛斯（Phloros）、珀特恩（Petron）和库普里安（Cyprian）击败，据狄奥菲内斯记载，阿拉伯人损失达3万。海陆两方面的失败使得阿拉伯人于678年放弃了围城，在返回叙利亚的陆上，阿拉伯舰队还在西尔永港外遭遇了风暴，损失惨重。
忏悔者狄奥菲内斯记载的基本内容可通过现存的一首创作于围城胜利后的诗的内容来证明，这也是现存唯一的与围城同时代的拜占庭作品。这首诗由一位不知名诗人狄奥多西·格拉马蒂库斯（Theodosius Grammaticus）创作，早期经常被认为是描写第二次阿拉伯人围攻君士坦丁堡的作品。这首诗中，诗人描绘了一次发生在都城城墙前的决定性海战，还提到了阿拉伯人也有纵火船，最后，表达了对“阿拉伯人再次袭来的阴影”的恐惧，解释认为，这是对阿拉伯人在之前数年从基齐库斯发动年度进攻的一种证明。

## 战役影响及战后形势
君士坦丁堡是拜占庭帝国的中心，如果她沦陷，剩下的行省之间就很难保持团结，整个帝国会被阿拉伯人轻易地占领。这次对君士坦丁堡发起的围攻是一场大规模的战役，是倭马亚王朝对拜占庭帝国的进攻的一大高潮，这次战役经过了精心准备，耗费大量人力物力，阿拉伯人还建造了一支强大的海军，但最终仍归于失败，严重损害了哈里发的威望。与之相反，拜占庭帝国的国际声望随之提高，阿瓦尔人和斯拉夫人的使节带着礼物前来觐见皇帝表示祝贺，并承认了皇帝至高无上的地位。随后一段时间的和平，使得被阿拉伯人突袭残破的小亚细亚有了喘息之机。拜占庭帝国也开始从过去数十年中的一次接一次的失败中恢复，重新建立了国内的统治平衡，巩固了帝国。
在君士坦丁堡失败的阿拉伯人又开始在小亚细亚受挫，一个来自叙利亚的基督徒民族——马代特人的实力增强，开始反抗阿拉伯人，甚至袭击平原地区。面对这一新的威胁，穆阿维叶开始与拜占庭人和谈，双方数次互派大使谈判；最终和议在679年达成，为了给拜占庭人施加压力，穆斯林军队在和议达成前还向小亚细亚发起了一次进攻。条约规定双方保持30年的和平，同时哈里发要每年向拜占庭进贡3000枚索利都斯金币，以及50匹马和50名奴隶。679-680年，阿拉伯人撤走了之前建立的沿海基地（包括罗得岛）的驻军。
阿拉伯人从君士坦丁堡撤退后，君士坦丁四世迅速派遣一支远征军进攻帖撒罗尼迦附近的斯拉夫人，打击了他们的海盗行为，收复了城市周围地区，减轻了城市的防御压力。和议达成后，他又对帝国北部的保加尔人发起进攻，但最终拜占庭大军惨败，保加尔人在拜占庭领土上建立了自己的国家。倭马亚王朝方面，680年穆阿维叶死后，反对者很快出现，第二次穆斯林内战爆发，哈里发国无暇西顾，拜占庭的边境地区得以维持和平，拜占庭人还收复了一些领土，包括亚美尼亚和高加索伊比利亚，塞浦路斯岛则由两国共同控制。和平一直持续到693年倭马亚王朝在内战中获胜，随后阿拉伯军恢复了对拜占庭的进攻；拜占庭方面，当时君士坦丁四世的儿子查士丁尼二世在位，他不得人心而被废黜，拉开了二十年动乱期的序幕，拜占庭的力量被一系列内乱削弱，穆斯林的进攻则一年比一年更剧烈，最终，哈里发苏莱曼于717-718年再次发起了对君士坦丁堡的进攻，但仍以失败告终。

## 文化影响

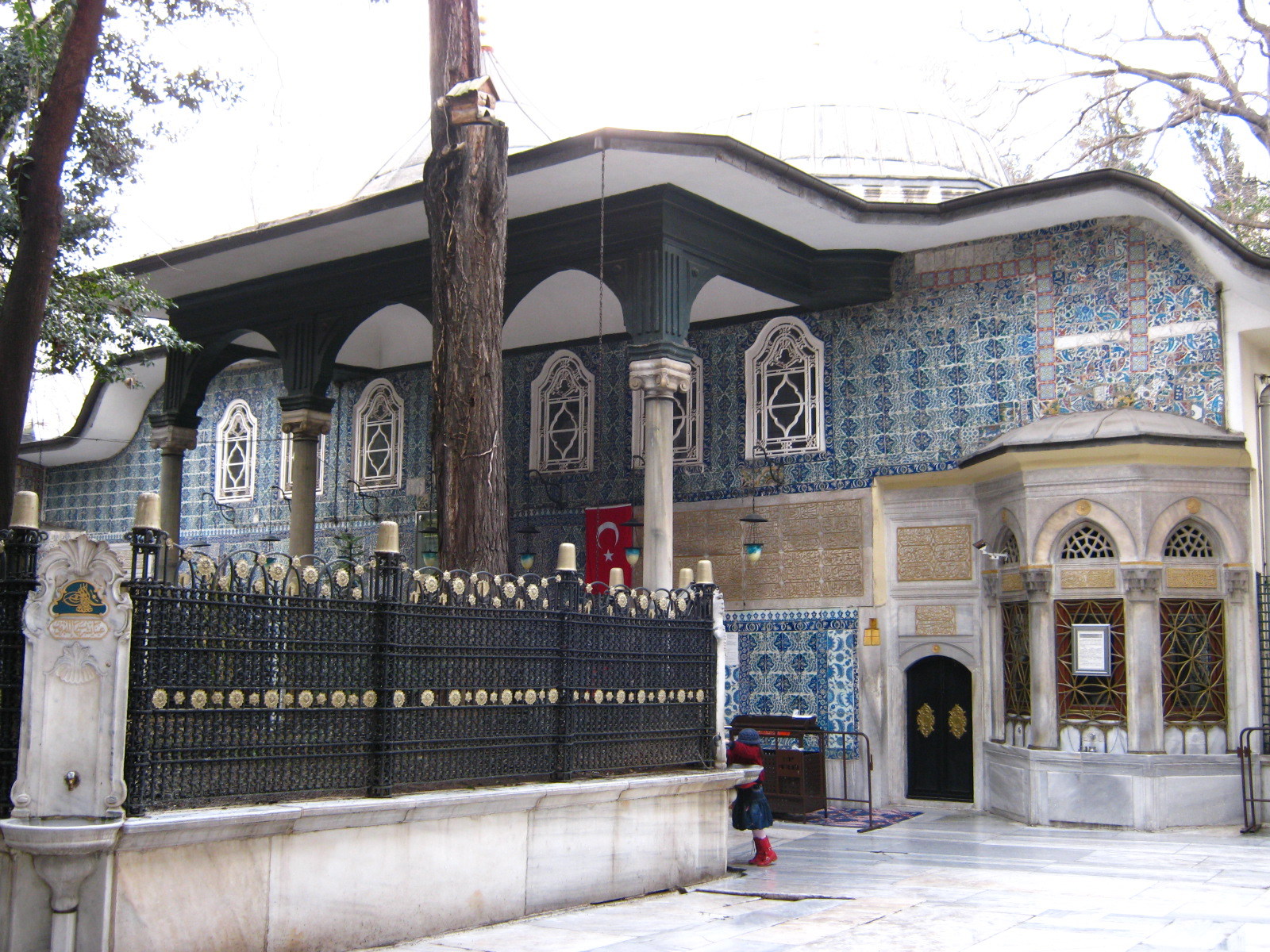
艾郁普苏丹清真寺建筑群中的阿布·阿尤布·安萨里墓

后来的阿拉伯文献中记载了耶齐德于669年发起的攻势，写他对君士坦丁堡进行了攻击，其中也包含了许多传说与轶事，现代学术界将其视为研究674-678年围城的一类参考。这些记载中称一些重要的早期穆斯林，如伊本·阿拔斯（阿拔斯王朝的祖先）、伊本·伍麦尔和伊本·祖拜尔等人都参加了这场战役。其中对后世最有影响的是阿布·阿尤布·安萨里，他是穆罕默德的早期伙伴，也是他的旗手，阿拉伯记载称，他在这次围城中病死，人们把他埋在城墙下。后来拜占庭皇帝想毁掉坟墓，但哈里发警告他，如果他拆毁坟墓，生活在倭马亚王朝境内的基督徒将会为此付出代价，最终这座坟墓得以保留。按阿拉伯记载，这座墓成为拜占庭人崇拜的对象，每当旱灾发生时，人们就会来这里祈祷。1453年奥斯曼帝国攻陷君士坦丁堡后，一个伊斯兰托钵僧阿克沙姆萨丁“发现”了安萨里的坟墓，穆罕默德二世命令用大理石重建坟墓，并在周围修一座清真寺，也就是现在的艾郁普苏丹清真寺。后来的苏丹即位时，都要在此清真寺中举行仪式，佩戴奥斯曼之剑；直到今天，这里仍旧是伊斯坦布尔城中最神圣的穆斯林圣地之一。

## 中国史籍记载
中国史籍《旧唐书》和《新唐书》中记载了阿拉伯帝国与拜占庭帝国间的一场冲突，可能指的就是这场战役：
自大食強盛，漸陵諸國，乃遣大將軍摩栧伐其都城，因約為和好，請每歲輸之金帛，遂臣屬大食焉。——《旧唐书·列传第一百四十八·拂菻》

大食稍強，遣大將軍摩拽伐之，拂菻約和，遂臣屬。——《新唐书·列传第一百四十六下·拂菻》
史书中已指出，拂菻是古代的大秦，汉学界一般认为其指的就是拜占庭帝国，大食则是中国古代对阿拉伯帝国的称呼。两部史书在上引段落中，都记载了大食对拂菻发动的一次攻击，以拂菻臣服于大食告终，《旧唐书》更是明确指出大食进攻的是拂菻的都城；文中的大食将领名“摩拽”或“摩栧”，汉学家夏德认定这指的就是发起这次进攻的哈里发穆阿维叶，一些学者，如亨利·裕尔进而认为这两段记载指的就是这场围城战。
中国学者张绪山对此说提出了怀疑，他援引夏德的观点，从时间顺序、穆阿维叶生平、纳贡问题等角度出发，认为这段记载指的并不是围攻君士坦丁堡，而是指之前阿拉伯人攻打叙利亚首府安条克或其他叙利亚大城市的行动。

## 现代对战役的评估
现代历史学家对围攻的描述基本上基于忏悔者狄奥菲内斯的记载，阿拉伯和叙利亚语的记载都没有直接提及这次围城，而是将其分为几个战役，其中只有少数几次攻击到了君士坦丁堡。阿拉伯记载中提及阿拉伯军在673-674年占领了“Kustantiniyya海”中的Arwad岛，但学者们不能确定这个海洋指的是爱琴海还是马尔马拉海，还提及676年耶齐德率领的远征军到达了君士坦丁堡。叙利亚语编年史的记载也与拜占庭记载不同，其记载称674年拜占庭海军在吕基亚，而不是君士坦丁堡用希腊火打败了阿拉伯人；随后677-678年拜占庭军在叙利亚登陆，和马代特人的叛乱一起威胁到了哈里发对叙利亚的控制，因而两国签订了678-679年的和议。
康斯坦丁·祖克尔曼提出，在耶路撒冷的圣科斯马斯的一篇评论圣额我略·纳齐安的作品中，有一段文字隐晦地提到了阿拉伯人在此次战役中对君士坦丁堡的封锁。这段文字提到君士坦丁四世设法（可能是用轮子）将船只运过加里波利半岛，从爱琴海运入马尔马拉海；这一行动只有在达达尼尔海峡被阿拉伯人在基齐库斯的驻军封锁时才有意义。
牛津学者詹姆斯·霍华德-约翰斯顿在他于2010年出版的著作《Witnesses to a World Crisis: Historians and Histories of the Middle East in the Seventh Century》中，基于对中世纪历史学家使用的资料的评估，对传统观点提出了质疑。他认为叙利亚语编年史是更接近真实的，此次君士坦丁堡之围实际并没有发生，他认为在当时的条件下，这种进攻在后勤角度上是不可能的。他提出，传统的记载可能是后人受到了717-718年的围攻战影响后虚构的，狄奥菲内斯的记载写于战役发生于140年后，且使用的是不知姓名的来源，是值得怀疑的。按他的观点，整个事件应该是这样的：“7世纪70年代对君士坦丁堡的封锁和围攻是虚构的，这一虚构的记载掩盖了拜占庭人真正取得的胜利，即在吕基亚的海上和陆上取得的胜利，这让阿拉伯人感到忧虑，他们意识到他们的力量不足以统治整个中东。”。
另外，历史学家马莱克·扬科维亚克（Marek Jankowiak）认为围城是真实存在的，但他认为狄奥菲内斯给出的战役时间是错误的，围城应该是发生在667-669年，其中主要的攻击发生在668年春季。

## 脚注
1. ↑  Kaegi 2008，第369ff.頁.
2. ↑  Lilie 1976，第60–68頁.
3. ↑  Treadgold 1997，第303–307, 310, 312–313頁.
4. ↑  Kaegi 2008，第372頁.
5. ↑  Lilie 1976，第64–68頁.
6. ↑  Treadgold 1997，第312–313頁.
7. ↑  Lilie 1976，第68頁.
8. ↑  Lilie 1976，第69頁.
9. ↑  Treadgold 1997，第318頁.
10. ↑  Kaegi 2008，第373, 375頁.
11. ↑  Lilie 1976，第69–71頁.
12. 1 2  Treadgold 1997，第320頁.
13. ↑  Lilie 1976，第71–72頁.
14. ↑  Lilie 1976，第72–74, 90頁.
15. 1 2 3 4 5 6  Treadgold 1997，第325頁.
16. ↑  Lilie 1976，第73–74頁.
17. ↑  Lilie 1976，第75頁.
18. ↑  Mango & Scott 1997，第492頁.
19. ↑  Lilie 1976，第76 (note #61)頁.
20. ↑  Haldon 1990，第63頁.
21. ↑  Lilie 1976，第90–91頁.
22. ↑  Lilie 1976，第75, 90–91頁.
23. ↑  Mango & Scott 1997，第493頁.
24. ↑  Lilie 1976，第76–77頁.
25. ↑  Lilie 1976，第74–76頁.
26. 1 2 3 4 5  Haldon 1990，第64頁.
27. ↑  Lilie 1976，第77–78頁.
28. ↑  Mango & Scott 1997，第493–494頁.
29. 1 2  Mango & Scott 1997，第494 (note #3)頁.
30. ↑  Lilie 1976，第80 (note #73)頁.
31. ↑  Brooks 1898，第187–188頁.
32. 1 2  Lilie 1976，第78–79頁.
33. 1 2  Mango & Scott 1997，第494頁.
34. ↑  Lilie 1976，第79–80頁.
35. ↑  Mango & Scott 1997，第495頁.
36. ↑  Stratos 1978，第84–87頁.
37. 1 2  Treadgold 1997，第326–327頁.
38. ↑  Olster 1995，第23–28頁.
39. ↑  Lilie 1976，第91頁.
40. ↑  Lilie 1976，第80–81, 89–91頁.
41. ↑  Haldon 1990，第66頁.
42. ↑  Kaegi 2008，第381–382頁.
43. ↑  Lilie 1976，第81–82頁.
44. 1 2  Treadgold 1997，第327頁.
45. ↑  Stratos 1978，第87–88頁.
46. ↑  Lilie 1976，第83頁.
47. ↑  Treadgold 1997，第328–329頁.
48. ↑  Lilie 1976，第99–107頁.
49. ↑  Treadgold 1997，第330–332頁.
50. ↑  Kaegi 2008，第382–385頁.
51. ↑  Lilie 1976，第107–132頁.
52. ↑  Treadgold 1997，第334–349頁.
53. ↑  Canard 1926，第70–71頁.
54. ↑  El-Cheikh 2004，第62頁.
55. ↑  Canard 1926，第71–77頁.
56. ↑  El-Cheikh 2004，第62–63頁.
57. ↑  Turnbull 2004，第48頁.
58. 1 2 3  Paul Halsall. Jerome S. Arkenberg , 编. . Fordham.edu. Fordham University. 2000 [1998]  [2016-09-10]. （原始内容存档于2014-09-10）..
59. ↑  劉昫等撰. . 北京: 中華書局. 1975. ISBN 9787101003192.
60. ↑  欧阳修等. . 北京: 中華書局. 1975. ISBN 9787101003208.
61. ↑  Jenkins 2008，第64–68頁.
62. ↑  Foster 1939，第3頁.
63. ↑  Yule 1915，第48–49 (esp. note #1)頁.
64. ↑  Hirth, Friedrich. . 大象出版社. 2009  [2020-08-12]. ISBN 978-7-5347-5192-9. （原始内容存档于2020-09-01） （中文）.
65. ↑  张绪山. . 世界历史. 2010, (1): 108-120  [2020-08-12]. （原始内容存档于2020-09-01）.
66. ↑  Brooks 1898，第186–188頁.
67. ↑  Howard-Johnston 2010，第302–303, 492–495頁.
68. ↑  Stratos 1983，第90–95頁.
69. ↑  Zuckerman 1995.
70. ↑  Howard-Johnston 2010，第303–304頁.
71. ↑  Jankowiak 2013，第237–320頁.